# 서호 (공무원)
서호(徐虎, 1960년 2월 29일~)는 대한민국의 공직자로, 제25대 통일부 차관(2019. 5. 23.~2021. 3. 26.)이다. 차관 재임 중 2020년 6월 19일 김연철 장관이 사임하면서, 2020년 7월 27일 이인영 장관이 임명될 때까지 통일부 장관 직무대리를 맡았다.

## 주요 이력

### 경력
- 2006년 6월~2009년 1월: 통일부 재정기획과장
- 2009년 1월~2009년 6월: 통일부 남북회담본부 회담지원과장
- 2009년 6월~2010년 6월: 통일부 남북회담본부 회담기획부장
- 2010년 6월~2011년 11월: 통일부 교류협력국장
- 2011년 11월~2013년 9월: 통일부 남북협력지구지원단장
- 2013년 9월~2015년 2월: 통일부 남북출입사무소장
- 2015년 2월~2017년 10월: 통일준비위원회 사무국장
- 2017년 10월~2018년 4월: 통일부 기획조정실장
- 2018년 4월~2019년 5월: 국가안보실 통일정책비서관 겸 사무보좌관
- 2019년 5월~2021년 3월: 통일부 차관
- 2019년 6월~2020년 7월: 통일부 장관 직무대리
- 2021년 12월~: 개성공업지구관리위원회 위원장
- 2021년 12월~: 개성공업지구지원재단 이사장

### 학력
- 고려대학교 정치외교학과 학사(1987년)
- 고려대학교 대학원 정치학 석사(1990년)
- 고려대학교 정책과학대학원 사회과학 석사(2002년)